# Olmedo (Włochy)
Olmedo – miejscowość i gmina we Włoszech, w regionie Sardynia, w prowincji Sassari.
Według danych na rok 2004 gminę zamieszkiwały 2852 osoby, 86,4 os./km². Graniczy z Alghero, Sassari i Uri.